# Reszuck
Reszuck, Rzeszuck (ukr. Решуцьк) – wieś na Ukrainie, w obwodzie rówieńskim, w rejonie rówieńskim, w silskiej radzie Kustyń, na prawym brzegu rzeki Horyń. Miejscowość liczy 272 mieszkańców.

## Geografia
Miejscowość leży na wschód od Chodosów, na północny zachód od Kustynia i na zachód od Sierhiejówki (Sergiejówki). Wieś leży na południe od koryta rzeki Horyń, za którą znajdują się Wołoszki.
Na wschód od wsi funkcjonują miejscowe formy ochrony przyrody: „Uroczysko Duby” (заповідне урочище «Дуби») oraz „Chworoszcz Wełykyj” (пам'ятка природи «Хвощ великий» – stanowisko skrzypu olbrzymiego).
Ok. 1 km a południe od Reszucka znajduje się Reszuck, stacja kolejowa V. klasy Rówieńskiej Dyrekcji Kolei Lwowskiej na linii Równe – Sarny, między stacjami Równe – Lubomirśk.

## Historia
W dawnych dokumentach pojawiał się pod nazwą Roszka.
Na przełomie XIX i XX wieku Reszuck był wsią w gminie Kustyń, w powiecie rówieńskim guberni wołyńskiej Imperium Rosyjskiego. W 1902 r. liczyła 21 domów i 162 mieszkańców.
W okresie wojny z bolszewikami w rejonie Reszucka miały miejsce działania związane z bitwą pod Równem na początku lipca 1920 r.: w okolicach wsi Reszuck i kolonii Mariendorf dowódca 2 Armii, gen. por. Kazimierz Raszewski, reorganizował siły wojskowe składające się z 3 Dywizji Piechoty Legionów i 6 Dywizji Piechoty. 5 lipca 1920 r. 7 PPLeg. wyruszył na zachód od wsi Reszuck.
W okresie międzywojennym wieś i leśniczówka Reszuck należały do gminy Kustyń (od 1925 Aleksandrja) w powiecie rówieńskim województwa  wołyńskiego II Rzeczypospolitej.  Reszuck był wówczas miejscowością letniskową.